# UB 3
UB 3 war ein deutsches U-Boot vom Typ UB I der Kaiserlichen Marine. Es gilt seit seiner ersten Unternehmung im Mai 1915 als vermisst und war das erste Boot seiner Klasse, das verloren ging.
Im Oktober 1914 erhielt die Germaniawerft den Auftrag für UB 3 und begann im November mit dem Bau. Mit kaum mehr als 28 m Länge verdrängte UB 3 127 t im aufgetauchten und 142 t im getauchten Zustand. Es war mit zwei Bugtorpedorohren, zwei Torpedos und einem an Deck montierten Maschinengewehr bewaffnet. Stapellauf und Indienststellung erfolgten im März 1915.
In Sektionen zerlegt wurde UB 3 per Bahn im April 1915 zum Österreich-Ungarischen Hafen von Pola verfrachtet und dort wieder zusammengebaut. Es nahm seinen Dienst am 1. Mai bei der U-Halbflottille Pola auf. Seit dem Auslaufen zu seiner ersten Unternehmung in der Türkei am 23. Mai 1915 gilt es als verschollen. Eine deutsche Untersuchung nach dem Krieg kam zu dem Schluss, dass UB 3, da Minenfelder und Feindeinwirkung auszuschließen waren, einem ungeklärten technischen Problem zum Opfer gefallen war.

## Planung und Konstruktion
Nach dem schnellen Vorstoßen des Deutschen Heeres entlang der Nordseeküste am Anfang des Ersten Weltkrieges verfügte die Kaiserliche Marine über keine U-Boote, die in den engen und seichten Gewässern vor der Küste von Flandern operieren konnten. Ursprünglich forderte das RMA kleine, rein elektrisch betriebene U-Boote mit 80 t Verdrängung und einem Torpedorohr, die per Bahn zum Einsatzhafen transportiert und dort schnell zusammengebaut werden konnten. Nach der Überarbeitung durch die U-Boot-Inspektion entstand die eigentliche Konstruktion (Projekt 34) für den Typ UB I mit 125 t Verdrängung, 28 m Länge und zwei Torpedorohren, die das RMA Anfang Oktober 1914 genehmigte. UB 3 war eines der acht UB-I-Boote – UB 1 bis UB 8 – für welche die Germaniawerft knapp zwei Monate nach dem Beginn der Planungen am 15. Oktober 1914 den Auftrag erhielt.
Die Germaniawerft legte UB 3 am 3. November 1914 auf Kiel. Am 5. März 1915 erfolgte der Stapellauf in Kiel. UB 3 war 28,1 m lang, 3,2 m breit und hatte einen Tiefgang von 3 m. Es verfügte über nur eine Antriebswelle, an die ein 45 kW (60 PS) leistender Daimler-4-Zylinder-Dieselmotor für die Überwasserfahrt und ein Siemens-Schuckert-Elektromotor mit 89 kW (120 PS) für die Fahrt unter Wasser gekuppelt waren. Damit konnte es maximal 6,5 kn (12 km/h) über Wasser und 5,5 kn (10,2 km/h) unter Wasser erreichen. Bei Überwasserfahrt hatte es eine Reichweite bis zu 1.650 sm (3.056 km) und mit einer Batterieladung kam es unter Wasser bis zu 45 sm (83 km) weit. Wie alle Boote seiner Klasse war es für eine Tauchtiefe von 50 m ausgelegt und konnte aufgrund der vielen Flutöffnungen seiner Tauchtanks in 22 Sekunden tauchen.
UB 3 war mit zwei 45-cm-Torpedos in zwei Bugtorpedorohren bewaffnet. Ein 8-mm-Maschinengewehr konnte an Deck aufgebaut werden. Die Besatzung bestand aus einem Offizier und 13 Unteroffizieren und Mannschaften.

## Einsätze
Oberleutnant zur See Siegfried Schmidt, 27 Jahre alt, erhielt mit UB 3 sein erstes U-Boot-Kommando und stellte es für die Kaiserliche Marine am 24. März 1915 in Dienst.
UB 3 wurde für den Bahntransport vorbereitet, da es eines der UB-I-Boote war, die im Mittelmeerraum eingesetzt werden sollten. Zum Verladen des Bootes waren drei Tiefladewagen für die drei Sektionen des Bootskörpers und weitere Waggons für den Turm, Teile des Oberdecks, die Maschinen und die Akkumulatoren notwendig. Am 15. April wurde das Boot zum Hauptkriegshafen der österreich-ungarischen Marine in Pola transportiert. Das dortige Marinearsenal benötigte ungefähr zwei Wochen, um UB 3 wieder zu montieren. Der U-Halbflottille Pola wurde UB 3 am 1. Mai 1915 unterstellt. Um die Anwesenheit deutscher U-Boote im Mittelmeerraum zu verschleiern, bekamen die Boote k.u.k.-Bootsnummern und führten die österreich-ungarische Flagge. UB 3 wurde zu U 9. Da sich das Deutsche Reich und Italien erst ab 28. August 1916 im Krieg befanden, ließen sich so Auseinandersetzungen mit italienischen Schiffen rechtfertigen.
Ende Mai befand sich UB 3 im österreich-ungarischen Hafen von Cattaro. Obwohl die U-Halbflottille in Pola stationiert war, operierten die meisten ihrer Boote von Cattaro aus. In der Regel kehrten die Boote nur für Reparaturen nach Pola zurück. Für seine erste Unternehmung wurde UB 3 mit Munition für die türkischen Streitkräfte in Izmir beladen. Wegen seiner begrenzten Reichweite schleppte der Kleine Kreuzer Novara der k. u. k. Kriegsmarine das Boot durch die Straße von Otranto bis zur Insel Kerkyra. Der geplante Kurs von UB 3 führte südlich an den Ionischen Inseln vorbei, um den Peloponnes, durch die Kykladen, nördlich um Chios und Karaburun in den Golf von Izmir. Wäre alles gut gegangen, hätte UB 3 Izmir zwischen dem 28. und 29. Mai 1915 mit halbvollem Treibstoffbunker erreicht. Ungefähr 80 sm (148 km) vor Izmir empfingen die Deutschen einen verstümmelten Funkspruch, der nicht komplett zu verstehen war. Von UB 3 waren keine Spuren mehr zu finden. UB 3 war das erste UB-I-Boot, das während des Krieges verlorenging. Zudem war es der erste Verlust eines deutschen U-Bootes im Mittelmeer.
Eine deutsche Untersuchung nach dem Krieg kam zu dem Schluss, dass UB 3, da es keine Minenfelder entlang seines Kurses gab und keine Aufzeichnungen über Angriffe gegen U-Boote in dieser Gegend existierten, einem ungeklärten technischen Problem zum Opfer gefallen war. Britische Aufzeichnungen und einige Quellen, die darauf basieren, verzeichnen den Untergang von UB 3 am 24. April 1916 in der Nordsee. Die Autoren R. H. Gibson und Maurice Prendergast bestätigen jedoch, dass dies das Schicksal von UB 13 war. Sie betonen, dass UB 3 fast ein Jahr vor diesem vermeintlichen Untergang in der Nordsee verlorenging.